# Vălkan, Silistra
Vălkan (în bulgară Вълкан, în română Curtpalar) este un sat în comuna Glavinița, regiunea Silistra, Dobrogea de Sud, Bulgaria. 
Între anii 1913-1940 a făcut parte din plasa Turtucaia a județului Durostor, România.

## Demografie
Componența etnică a satului Vălkan
     Turci (98,83%)
     Nicio identificare (1,16%)
     Altele (0%)
La recensământul din 2011, populația satului Vălkan era de 344 locuitori. Din punct de vedere etnic, majoritatea locuitorilor (98,83%) erau turci. Pentru 1,16% din locuitori nu este cunoscută apartenența etnică.